# Джорджо Дель Веккіо
Джорджо Дель Веккіо (26 серпня 1878, Болонья — 28 листопада 1970 року, Генуя) — італійський філософ права початку 20 століття. 
Серед інших він вплинув на теорії Норберто Боббіо. Відомий своєю книгою «Правосуддя».

## Біографія
Навчався (1895—1900) на юридичних факультетах Болонського та Генуезького університетів.
Був викладачем філософії права в університетах Феррари (1904), Сассарі (1906), Мессіни (1909), Болоньї (1911) і Риму з 1920 до 1953.

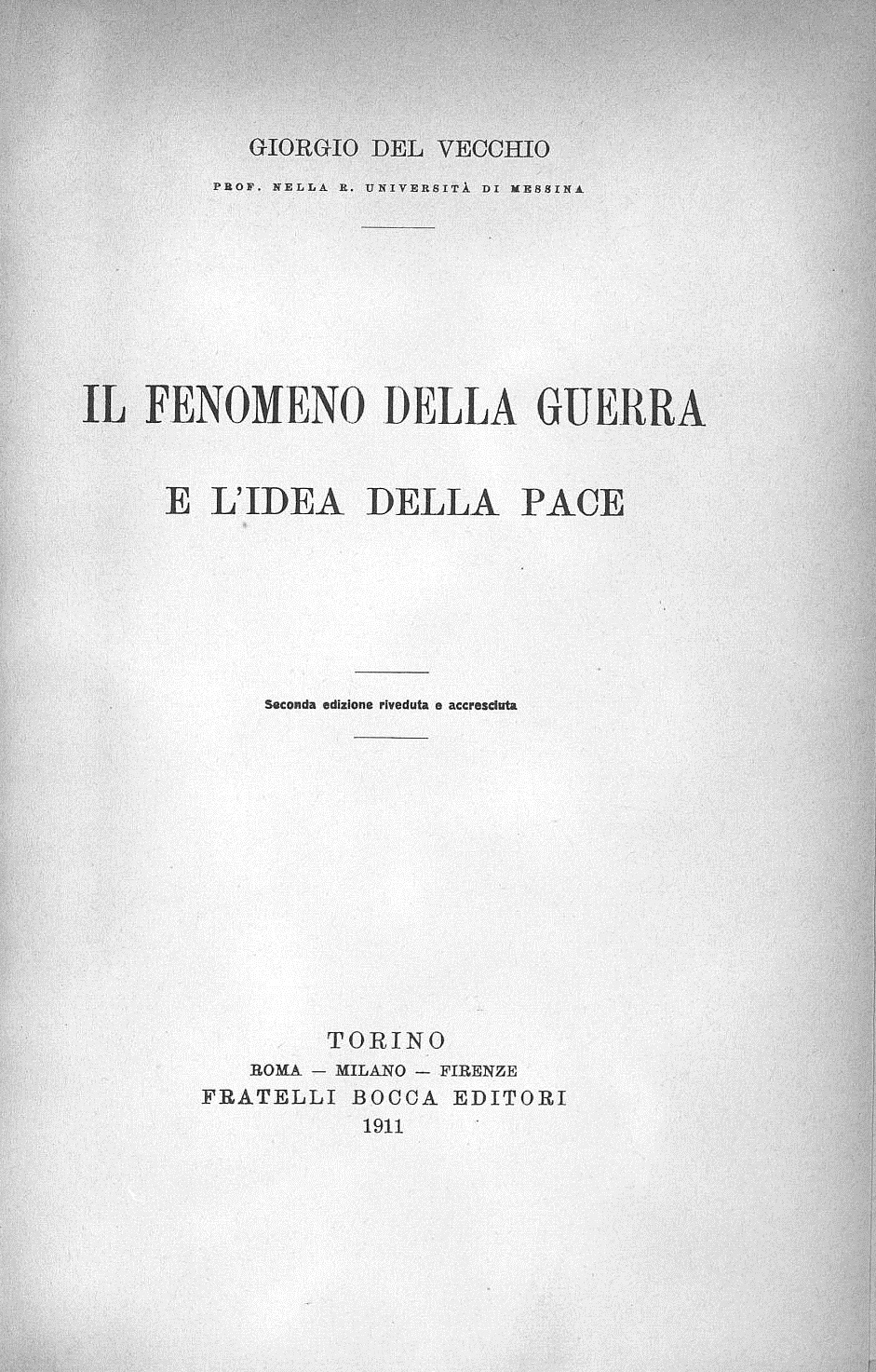
Il fenomeno della guerra e l'idea della pace, 1911